# Sarasota Clay Court Classic
Sarasota Clay Court Classic – profesjonalny turniej tenisowy, rozgrywany w amerykańskim mieście Sarasota w latach 2002–2003. Była to impreza czwartej kategorii, w której toczyła się rywalizacja kobiet i była ona zaliczana do cyklu WTA.

## Mecze finałowe

### gra pojedyncza
| Rok  | Mistrzyni          | Finalistka     | Wynik    |
| 2003 | Anastasija Myskina | Alicia Molik   | 6:4, 6:1 |
| 2002 | Jelena Dokić       | Tatjana Panowa | 6:2, 6:2 |

### gra podwójna
| Rok  | Mistrzynie                       | Finalistki                    | Wynik            |
| 2003 | Liezel Huber Martina Navrátilová | Shinobu Asagoe Nana Miyagi    | 7:6(8), 6:3      |
| 2002 | Jelena Dokić Jelena Lichowcewa   | Els Callens Conchita Martínez | 6:7(5), 6:3, 6:3 |